# Стикер-арт

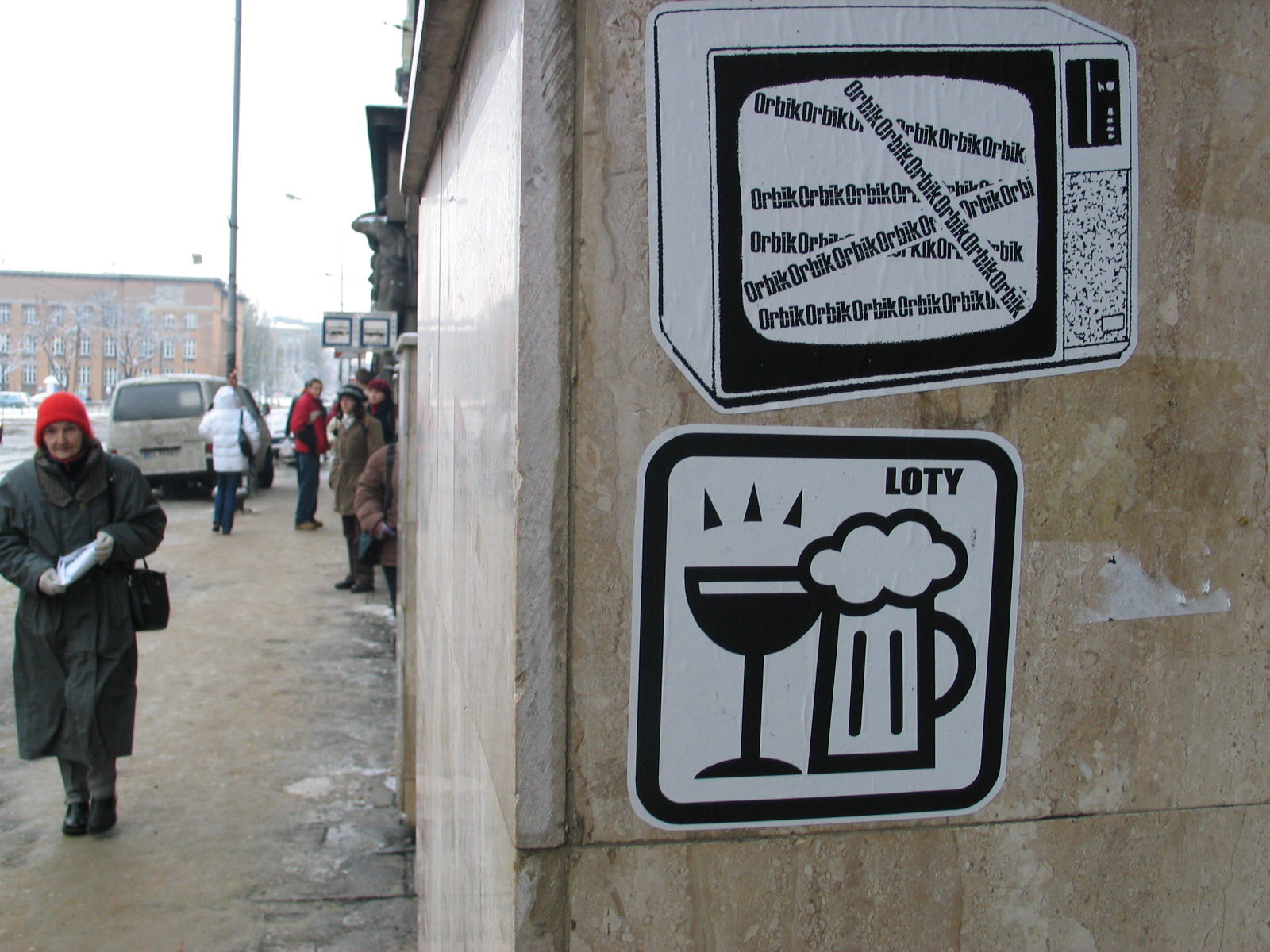
Наліпки на стіні будинку.

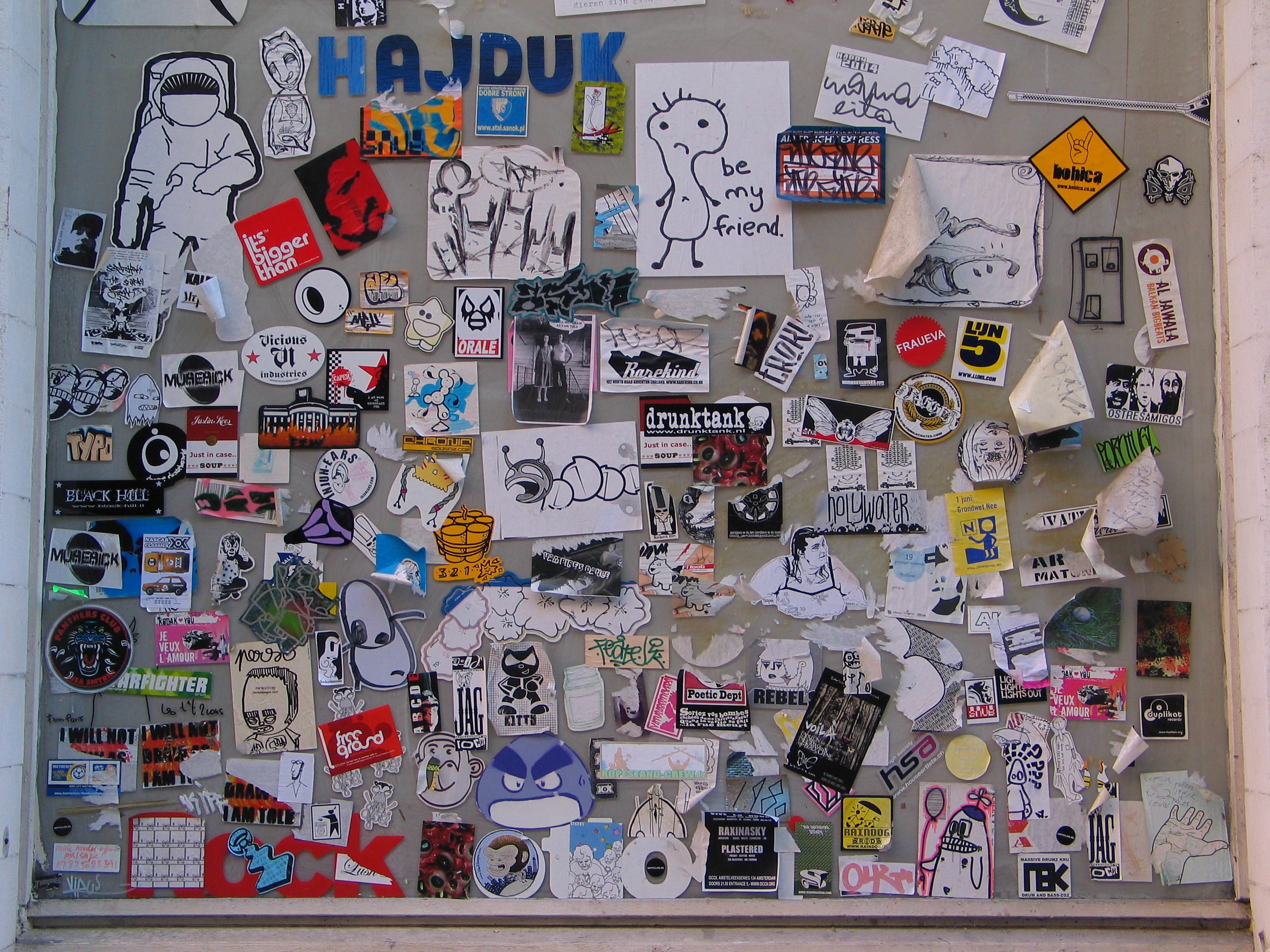
«Дошка стикерів» у Амстердамі.

Стикер-арт (англ. sticker art, sticker bombing, sticker slapping, slap tagging, sticker tagging) — форма стрит-арту, в якій зображення або повідомлення публічно зроблено завдяки наліпкам (стикерам). 
Часто стикери клеять у громадському транспорті, підземних переходах чи інших публічних місцях, покритих дахом (таким чином стикер вберігають від несприятливих погодних умов і забезпечують йому контакт із публікою). Втім поширеним є також використання стикерів просто неба — на дорожніх знаках, поручнях чи просто стінах (для стін зазвичай використовують саме клей, а не просто клейкий папір як у інших випадках).    
Стикери є особливо популярними в середовищі футбольних ультрас, які таким чином зокрема засвідчують свої відвідини певного міста чи стадіону.